# Winwebmail
WinWebMail Server原名是WebEasyMail Server，它是一款Windows平台下的邮件服务器产品，是由马坚於2000年独立开发而成。开始时其产品名称是EasyMail，当时是完全免费的一款产品。大约在2001年起进入3.0.0.1版后，正式命名为WebEasyMail Server，並转型为共享软件。在2004年时产品在功能、稳定性以及用户数方面都有长足进步的前提下，更名为WinWebMail Server，初步估计该软件在中国大陆的Windows平台邮件系统市场中占擁有20%左右的市佔率。

## 外部連結
- WinWebMail官方網站（中文）
- WinWebMail官方網站（英語）